# Сугмутунъёган (приток Локонтоёгана)
Сугмутунъёган — река в России, протекает в Ханты-Мансийском АО. Устье реки находится в 69 км по левому берегу реки Локонтоёгана. Длина реки составляет 21 км. Населённых пунктов на реке нет.

## Данные водного реестра
По данным государственного водного реестра России относится к Верхнеобскому бассейновому округу, водохозяйственный участок реки — Вах, речной подбассейн реки — бассейн притоков (Верхней) Оби от Васюгана до Ваха. Речной бассейн реки — (Верхняя) Обь до впадения Иртыша.
Код объекта в государственном водном реестре — 13011000112115200038408.